# 기독교선교횃불재단
기독교선교횃불재단(基督敎宣敎횃불財團)은 최순영 전 신동아그룹 회장의 부인인 이형자가 소유한 선교 단체이다.

## 역사
- 1977년 서울시 용산구 한남동 유엔빌리지에서 이형자원장과 가족이 모여 기도모임으로 시작하였으며, 다양한 각계각급 횃불모임으로 발전해 나아갔다.
- 1985년 온누리교회의 설립을 도왔다.
- 1992년 미국 트리니티 신학교에 신학강좌를 개설하였다.
- 1998년 횃불트리니티신학대학원대학교를 설립하였다.

## 소유 재산
- 재단 소유 부동산은 모두 27만 8,253㎡ (1,800억 원대)[2]

## 논란
재단의 운영을 32년 간 한 최순영과 이형자 부부는 부동산을 소유하고 있지만, 자신들이 체납한 세금을 낼 수 없다고 주장하였다.

## 주요 강사
- 김하중 장로
- 김상복 목사
- 조정민 목사
- 김문훈 목사
- 이정훈

## 같이 보기
- 할렐루야 축구단